# Pseudomastax gaudens
Pseudomastax gaudens is een rechtvleugelig insect uit de familie Eumastacidae. De wetenschappelijke naam van deze soort is voor het eerst geldig gepubliceerd in 1899 door Burr.